# Nostalgija
"Nostalgija" (tradução portuguesa: "Nostalgia")  foi a canção que representou a Croácia  no Festival Eurovisão da Canção 1995 que teve lugar a 13 de maio de 1995, em Dublin, na Irlanda
Foi interpretada em croata pela banda Magazin e por Lidija. Foi a décima-primeira canção a ser interpretada na noite do festival, a seguir à canção turca "Sev" , interpretada por Arzu Erce  e antes da canção francesa "Il me donne rendez-vous"), cantada por  Nathalie Santamaria. Terminou a competição em sexto lugar (entre 23 participantes) , tendo recebido um total de 91 pontos. No ano seguinte, em 1996, a Croácia fez-se representar com o tema  "Sveta ljubav", interpretado por Maja Blagdan.

## Autores
A canção tinha letra de Vjekoslava Huljić, música de Tonči Huljić e foi orquestrada por Stipica Kalogjera. 

## Letra
Os cantores cantam sobre a nostalgia que eles sentem do amante ausente. 

## Versões
Os cantores gravaram tambném uma versão em inglês intitulada "Nostalgia" e em 1998 gravaram uma versão em alemão intitulada "Musik ist wie ein Freund". 